# Finances publiques
Les finances publiques sont l'étude des règles et des opérations relatives aux deniers publics. Selon le critère organique, les finances publiques peuvent aussi être présentées comme l’ensemble des règles gouvernant les finances de l’État, des collectivités territoriales, des organismes de sécurité sociale, des établissements publics et de toutes autres personnes morales de droit public. C'est un champ à la croisée du droit budgétaire, du droit fiscal, du droit constitutionnel, de la science administrative (en tant que management public), ainsi que de la comptabilité publique.

## Définition, champ d'application
Les finances publiques relèvent des sciences sociales et ont pour objet l'étude du phénomène financier public dans sa globalité : ressources, charges, trésorerie, procédure budgétaire et comptable, politique budgétaire… et dont les principaux protagonistes sont les États, les collectivités territoriales, les entreprises et des établissements publics ainsi que les organismes sociaux et internationaux.
À l'intérieur du secteur général de la finance, celui de la finance publique concerne le financement, le budget et la comptabilité :
- des organismes intergouvernementaux, de niveau régional (européen par exemple) ou mondial, en particulier la BCE, la BEI, le FMI et la banque mondiale. C'est là le terrain de la finance publique internationale ;
- des États et autres collectivités territoriales (régions, départements, communes). Dans la plupart des pays, l'institution centrale en matière de finance publique est le ministère des finances ;
- des banques centrales ;
- des organismes para-étatiques (par ex. sécurité sociale, services publics non concédés au privé…).

## Principes
Les principes généraux des finances publiques sont les suivants :
- le principe d'annualité budgétaire ;
- le principe d'unité budgétaire ;
- le principe d'universalité budgétaire ;
- le principe de spécialité budgétaire ;
- le principe de sincérité budgétaire ;
- le principe de l'équilibre budgétaire.

C'est le cas des finances de l'État français[réf. nécessaire].

## Le budget public: procédure, ressources, dépenses
Une procédure annuelle d'adoption du budget de l'État est dans de nombreux pays un temps fort de la vie parlementaire. Les ressources et dépenses à considérer sont les suivantes :
- L'essentiel de la ressource publique provient des prélèvements / contributions obligatoires (impôts, taxes, cotisations parafiscales) souvent complétées par des emprunts.

La levée de certaines taxes est effectuée au moyen du timbre soit postal, soit fiscal fixe (le papier timbré) ou fiscal mobile.
- La dépense publique concerne le fonctionnement, les investissements et les redistributions.

## Équilibre budgétaire et dette publique

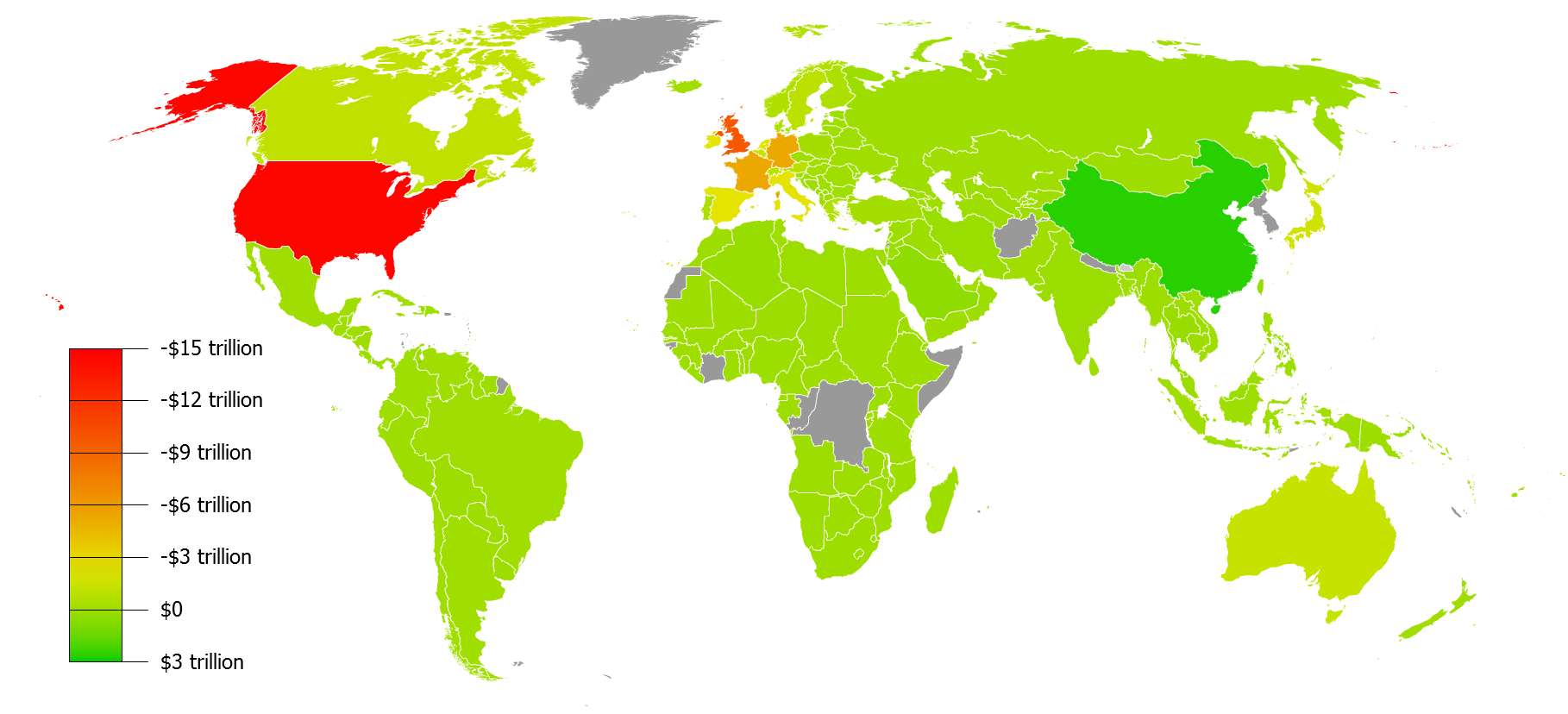
Réserves de devises et d'or moins la dette extérieure fondée sur les données de 2010 de la CIA Factbook

Le solde des ressources publiques hors emprunts et des dépenses publiques est l'excédent public ou le déficit public de l'année.
Pour juger de la santé financière d'une collectivité locale, on peut regarder le ratio « ressources hors emprunts / dépenses ».
Divers ratios permettent de juger de la santé financière des administrations publiques dans leur ensemble :
- déficit public / PIB ;
- dette publique / PIB ;
- service de la dette / PIB ;
- et de leur emprise sur l'économie :
  - dépenses publiques / PIB,
  - prélèvements obligatoires / PIB.

## Aspect patrimonial
Dans la plupart des pays, autant le budget de l'État, qui décrit les flux de dépenses et de recettes, est largement détaillé et débattu, autant l'aspect patrimonial est généralement peu étudié et divulgué.
- L'aspect « passif » (endettement de l'État) est généralement chiffré et communiqué, mais souvent incomplètement (par exemple peu d'indications sur les engagements futurs découlant des décisions politiques et sociales).
- L'aspect « actif » (patrimoine de l'État), qu'il s'agisse des biens immobiliers, des actifs économiques (corporels et incorporels) et de la situation de la trésorerie, est rarement chiffré avec précision et encore moins publié.